# 위득규
위득규은 대한민국의 텔레비전 드라마 연출감독이다.

## 학력 및 경력
- MBC 프로듀서

## 드라마
- 2021년 MBC 금토 2부작 미니시리즈 《뫼비우스 : 검은 태양》
- 2024년 : MBC 금토드라마  《우리, 집》
- 2024년 : MBC 금토드라마  《지금 거신 전화는》

## 영화
- 2010년 《주유소 습격 사건2》
- 2012년 《넌더리》
- 2014년 《만일의 세계》